# Четыре мушкетёра
«Четыре мушкетёра» (фр. Les Quatre Charlots mousquetaires, «Четыре мушкетёра Шарло») — комедийный фильм по мотивам романа Александра Дюма. Премьера состоялась 13 февраля 1974 года.
Главные роли исполнили — участники французской комик-группы «Шарло», отсюда оригинальное французское название. В советском кинопрокате шёл под названием «Четыре мушкетёра».

## Сюжет
На самом деле Атос, Портос, Арамис и д’Артаньян не совершили бы своих подвигов, если бы не помощь их верных слуг — Планше, Гримо, Базена и Мушкетона.
Во время дуэли д’Артаньяна с тремя мушкетёрами их слуги притворились гвардейцами кардинала Ришельё. Вдруг появились настоящие гвардейцы (42 человека), но благодаря тому, что гвардейцев отвлекли, мушкетёры их легко одолели.
Тогда отец Жозеф посоветовал гвардейцам тренироваться с дубинками. Планше, Гримо, Базен и Мушкетон подслушали это и надели под шляпы металлические колпаки.
Констанция Бонасье под покровом ночи направлялась к герцогу Бекингему, чтобы передать сообщение королевы. Спасаясь от гвардейцев, она оказывается в трактире, где за неё вступаются мушкетёры и, опять же с помощью своих слуг, одерживают победу. Появляются ещё гвардейцы, и мушкетёров арестовывают. Констанция выбежала на улицу, где её тут же схватили. Планше, Гримо, Базен и Мушкетон последовали за ней. Они связали палачей и, скрываясь под масками палачей, освободили её, оставив отца Жозефа. Они же устроили встречу королевы и герцога, а Мушкетон и Базен переоделись служанками. Бекингема выследили, и он обменялся одеждой с Мушкетоном. Герцогу удалось сбежать, а Мушкетона схватили.
Планше, Гримо и Базен, переодевшись королём, кардиналом и отцом Жозефом, проникли в тюрьму. Тут они увидели, что прибыли настоящие король, кардинал и отец Жозеф.

## В ролях
| Актёр             | Роль                               |
| ----------------- | ---------------------------------- |
| Жерар Ринальди    | Планше, слуга д’Артаньяна          |
| Жан Саррюс        | Базен, слуга Арамиса               |
| Жерар Филипелли   | Мушкетон, слуга Портоса            |
| Жан-Ги Фешнер     | Гримо, слуга Атоса                 |
| Джозефина Чаплин  | Констанция Бонасье                 |
| Карин Петерсен    | Миледи                             |
| Даниэль Чеккальди | король Людовик XIII                |
| Поль Пребуа       | отец Жозеф                         |
| Жан Вальмон       | д’Артаньян                         |
| Катрин Журдан     | королева Анна Австрийская          |
| Бернар Алле       | кардинал Ришельё / герцог Бэкингем |
| Жак Сейлер        | граф де Рошфор                     |
| Ги Гроссак        | Портос                             |
| Ян (Иван) Таньги  | Атос                               |
| Жорж Мансар       | Арамис                             |
| Робер Фавар       | капитан де Тревиль                 |
| Жак Легра         | Александр Дюма (отец), писатель    |

## Кинопрокат в СССР
Список лидеров советского кинопроката сообщает: в 1978 году фильм вышел в кинопрокат СССР и его посмотрели 56,6 млн чел.